# 実叉難陀
実叉難陀（じっしゃなんだ、Śikṣānanda、シクシャーナンダ、652年 - 710年）は、西域出身で唐代の中国で活動した訳経僧。パミール高原の北、ホータンの出身。

## 生涯
初め、武則天が、旧訳の華厳経に不備があり、遠くホータンには梵本があることを聞き、使者を派遣して梵本を求めさせ、併せて訳経者も捜させた。そこで、実叉難陀が、証聖元年（695年）に洛陽に来朝し、大偏空寺で訳経を開始した。武則天みずからが序文を音読し、南インド沙門の菩提流志、義浄三蔵や、法蔵とともに、仏授記寺に於いて、80巻本の華厳経として、聖暦2年（699年）に訳経を完了した。その後、前後して19部の訳経を行なった。景雲元年（710年）10月12日、大薦福寺で亡くなった。春秋59。彼の七層の髪塔は、俗に華厳三蔵塔と呼ばれた。